# Liste der Bürgermeister von Teylingen
Dieses ist die Liste der Bürgermeister von Teylingen in der niederländischen Provinz Südholland seit der Gründung der Gemeinde am 1. Januar 2006.
| Bürgermeister    | Bürgermeister            | Partei | Partei | Amtszeit  | Anmerkungen                                        |
| ---------------- | ------------------------ | ------ | ------ | --------- | -------------------------------------------------- |
|                  | Jeroen Staatsen          |        | VVD    | 2006      | kommissarisch                                      |
| Sander Schelberg | Sander Schelberg         |        | VVD    | 2006–2012 |                                                    |
|                  | Marjan van Kampen-Nouwen |        | CDA    | 2012–2013 | kommissarisch, seit 2013 Bürgermeister von Schagen |
|                  | Leo van der Zon          |        | VVD    | 2013–2014 | kommissarisch                                      |
| Carla Breuer     | Carla Breuer             |        | CDA    | seit 2014 |                                                    |